# جميل شاكر الخانجي
مصدر : كتاب ثوار صنعوا الاستقلال 
جميل بن شاكر بن عمر الخانجي (1898-1976)، سياسي قومي ولد في دمشق عام 1898 .كان من مؤسسي التعليم في الأردن في عشرينات القرن الماضي ، فهو من النخبة الكبار الذين ساهموا في تأسيس المدارس في المملكة.
وقد أوكل اليه الملك عبدالله الاول مهمة تأسيس العديد من المدارس في محافظات الأردن . تعلم في مدارس دمشق وأكمل تحصيله في مدرسة التجهيز الوحيدة في دمشق «مكتب عنبر» ثم تلقى تعليمه في دار المعلمين وأكمل تعليمه في جامعة إسطنبول.
عمل في التدريس منذ عام 1920 مديراً لمدرسة عجلون ثم اربد ثم السلط ثم كفرنجه إلى أن استقرّ طويلاً في سوف ،وحيث خدم في حقل التربية والتعليم لأكثر من 40 عام.
شارك في الحرب الحجازية وواكب الثورة العربية الكبرى.
عمل بجانب الهاشميين الحسين بن علي وأبنائه علي وفيصل وعبدالله. 
شارك في الثورة السورية ضد الفرنسيين وشغل منصب أمين سر الثورة السورية وعضو اللجنة العليا للدعاية والاستخبارات والناطق الرسمي باسم الثوار. وفي عام 1926 قدم إلى إربد وعين مديراً لمدارس لواء عجلون.

## دوره التربوي
نذر جميل شاكر الخانجي نفسه للتعليم في الأردن لبناء أجيال الأمة ونشر المعرفة وإذكاء الروح الوطنية في عقول أجيل الشباب القادمة.

## وفاته وتأبينه
توفي في عام 1976 وهو في السجود الأخير من صلاة المغرب يوم 31 كانون الثاني ومشى وراء نعشه كبار رجال الدولة وبكاه الذين أحبوه واحترموه. وأقيم له حفل تأبيني كبير تبارى الأدباء والشعراء في تعداد مناقبه في قاعة الكلية العلمية الإسلامية بعمان العاصمة الأردنية.

## الأوسمة والمكرمات
- وسام الاستقلال من الدرجة الرابعة من ملك الحجاز علي بن الحسين.
- وسام التربية للعطاء المتميز من الدرجة الثانية من ملك الأردن الحسين بن طلال.
- أطلق اسمه على مدرسة ثانوية نموذجية في منطقة الصويفية بعمان العاصمة الأردنية.
- أطلق اسمه على شارع في حي طارق بعمان العاصمة الأردنية.
- أطلق اسمه على حديقة في مدينة السلط الأردنية.